# Gary Melchionni
Gary Dennis Melchionni (Camden, 19 gennaio 1951) è un ex cestista statunitense, professionista nella NBA e in Italia.
È il fratello di Bill Melchionni.

## Carriera
Venne selezionato dai Phoenix Suns al secondo giro del Draft NBA 1973 (33ª scelta assoluta).